# خط زمانی سرویس‌های وب آمازون
این صفحه خط زمانی خدمات وب آمازون است که مجموعه‌ای از خدمات رایانش ابریست یک سکوی محاسباتی به‌درخواست را شکل می‌دهند.

## پیش ازسرویس‌های وب آمازون
| سال  | ماه و تاریخ (در صورت وجود) | نوع رویداد      | جزئیات |
| ---- | -------------------------- | --------------- | --- |
| ۲۰۰۰ |                            | پیش‌درآمد        | آمازون.کام، شرکت مادر AWS که هنوز وجود ندارد، کار بر روی مرچنت.کام (به انگلیسی: merchant.com) را آغاز می‌کند، یک پلت فرم تجارت الکترونیک که برای استفاده توسط سایر خرده فروشان بزرگ مانند تارگت در نظر گرفته شده. در این فرایند، تیم آمازون متوجه می‌شود که باید کدهای خود را با استفاده از رابط‌های تمیزتر و APIها بهتر از هم جدا کنند. تقریباً در همان زمان، این شرکت همچنین متوجه نیاز به ایجاد یک سکوی «زیرساخت به عنوان سرویس» دخالی، برای بهبود سرعت توسعه می‌شود. همه این تغییرات به هموار کردن راه برای AWS کمک می‌کند. |
| ۲۰۰۳ |                            | پیش‌درآمد        | بنجامین بلک و کریس پینکهام مقاله کوتاهی نوشتند و در آن چشم‌اندازی را برای زیرساخت‌های آمازون توصیف می‌کنند که به قول بلک، «کاملاً استاندارد، کاملاً خودکار بود و برای مواردی مانند ذخیره‌سازی به‌طور گسترده‌ای به خدمات وب متکی بود». |
| ۲۰۰۴ |                            | پیش‌درآمد        | جف بزوس تجربه کردن ایده زیرساخت آمازون را تأیید می‌کند. پینکام برای راه‌اندازی دفتر توسعه‌ای به آفریقای جنوبی می‌رود. او در آنجا با کمک کریس براون و ویلم ون بیلجون روی یک پیاده‌سازی اولیه کار می‌کند. اگرچه این تیم از آفریقای جنوبی کار می‌کند اما سرورها در ایالات متحده میزبانی می‌شوند. |
| ۲۰۰۴ | ۹ نوامبر                   | ارتباط با مشتری | وبلاگ خدمات وب آمازون با اولین پست وبلاگ توسط جف بار راه اندازی شد. در آن زمان، نام خدمات وب آمازون به مجموعه ای از APIها و ابزارها برای دسترسی به کاتالوگ آمازون.کام اشاره می‌کند، نه به زیرساخت به عنوان سرویس که در نهایت تبدیل می‌شود. |
| ۲۰۰۵ |                            | پیش‌درآمد        | یک نمونه اولیه خصوصی AWS با تعداد کمی مشتری راه‌اندازی می‌شود. در همان زمان، آمازون برای راه اندازی عمومی AWS برنامه‌ریزی می‌کند. بر اساس بحث‌های داخلی، آن‌ها تصمیم می‌گیرند که فضای ذخیره‌سازی، رایانشی و پایگاه‌داده را راه‌اندازی کنند تا توسعه‌دهندگان بتوانند از همه آنها با هم استفاده کنند. |

## خط زمانی کامل
| سال  | ماه و تاریخ (در صورت وجود) | نوع رویداد                         | جزئیات |
| ---- | -------------------------- | ---------------------------------- | --- |
| ۲۰۰۶ | ۱۴ مارس                    | محصول (ذخیره‌سازی)                  | سرویس‌های وب آمازون با انتشار سرویس ذخیره‌سازی ساده آمازون (S3) راه می‌افتد. |
| ۲۰۰۶ | ژوئیه ۱۳                   | محصول (جریان داده)                 | سرویس صف ساده آمازون (SQS) منتشر شد. این سرویس از سال ۲۰۰۴ وجود داشت اما در دسترس عموم نبود. |
| ۲۰۰۶ | اوت ۲۵                     | محصول (رایانش)                     | سرویس ابر رایانشی الاستیک آمازون (EC2) در دسترس قرار گرفت. ای‌سی‌۲ به عنوان بخشی از سرویس‌های وب آمازون (AWS), به کاربران اجازه می‌داد رایانه‌های مجازی‌ای را برای اجرا کردن برنامه‌هایی روی آن‌ها اجاره کنند. در ابتدا هزینه اجاره هر نمونه ده سنت در ساعت بود و تنها برای کاربران قدیمی‌تر AWS در دسترس بود. این سرویس در منطقه us-east-1 آغاز به کار کرد. |
| ۲۰۰۷ | اوت ۲۲                     | محصول (رایانش)                     | سرویس EC2 در دسترس همگان قرار گرفت. |
| ۲۰۰۷ | نوامبر ۶                   | گسترش تنوع منطقه ای                | آمازون سرورهای سرویس ذخیره‌سازی ساده (S3) را در اروپا هم برپا کرد تا هم کاربران اروپایی پنهای باند بهتری داشته باشند و هم بتواند مقررات اتحادیه اروپا را رعایت کند. |
| ۲۰۰۷ | دسامبر ۱۳                  | محصول (پایگاه داده)                | آمازون سرویس پایگاه‌داده ساده را منتشر کرد. این سرویس از چهارچوب هدوپ بر روی زیرساخت‌های پیشین EC2 و S3 استفاده می‌کرد. |
| ۲۰۰۸ | مارس ۲۶                    | محصول، گسترش تنوع منطقه ای         | آمازون آی‌پی‌های الاستیک را راه‌اندازی کرد. نشانی‌های آی‌پی‌ای که از ماشین‌های فیزیکی EC2 و منطقه جغرافیایی جدا هستند و از لحاظ برق و آب وابستگی‌ای به مراکز داده دیگر ندارند. |
| ۲۰۰۸ | آپریل ۷                    | رقیب                               | گوگل گوگل اپ انجین، بستری برای انتشار اپ‌های تحت وب بر روی سکوی ابری گوگل را راه‌اندازی کرد. |
| ۲۰۰۸ | اوت ۲۰                     | محصول (ذخیره‌سازی)                  | آمازون راه‌اندازی آمازون ای‌بی‌اس (EBS) را اعلام کرد که فضای ذخیره‌سازی خامی در سطح بلوک است و می‌تواند به نمونه‌های آمازون EC2 متصل شود. |
| ۲۰۰۸ | اکتبر ۲۳                   | محصول (خدمت)                       | آمازون EC2 با انتشار موافقت‌نامه سطح خدمات از نسخه بتا خارج شد. |
| ۲۰۰۸ | نوامبر ۱۸                  | محصول (تحویل داده)                 | AWS سرویس شبکه توزیع محتوا آمازون که یک شبکه تحویل محتوا (CDN) است را راه‌اندازی کرد. |
| ۲۰۰۸ | دسامبر ۱۰                  | گسترش تنوع منطقه ای                | آمازون EC2 را در اروپا راه‌اندازی کرد (به طور خاص، منطقه eu-west-1 در ایرلند) که باعث شد مشتریان اروپایی بتوانند نمونه‌های خود را به صورت محلی اجرا کنند و از پهنای باند بالاتر و تأخیر کمتر بهره ببرند. این اتفاق سه سال پس از راه‌اندزی منطقه اروپای برای سرویس ذخیره‌سازی S3 رخ داد. |
| ۲۰۰۹ | آپریل                      | محصول (رایانش)                     | آمازون سرویس آپاچی هدوپ (EMR) را راه‌اندازی کرد که به محققان، تحلیلگران داده و توسعه‌دهندگان امکان می‌داد به راحتی مقدار زیادی داده را پردازش کنند. این سرویس از هدوپ میزبانی شده روی زیرساخت EC2 و S3 استفاده می‌کند. |
| ۲۰۰۹ | می ۱۸                      | محصول (رایانش)                     | آمازون Elastic Load Balancing (ELB) که به کاربران اجازه می‌داد به راحتی ترافیک ورودیشان را بر نمونه‌های مختلف EC2 مدیریت کنند و به طور خودکار مقیاس نمونه‌هایشان رو تغیر دهند. |
| ۲۰۰۹ | می ۲۱                      | محصول (انتقال داده)                | آمازون سرویس ورود/صدور داده خود را راه‌اندازی کرد که به مشتریان امکان می‌داد که داده‌های خود را به شکل فیزکی به آمازون بفرستند تا در سرویس‌های آمازون بارگذاری شود. این سرویس در اکتبر ۲۰۱۵ جای خود را به سرویس اسنوبال داد. |
| ۲۰۰۹ | اوت ۲۵                     | محصول (شبکه)                       | آمازون سرویس ابر مجازی اختصاصی (VPC) را اعلام کرد که به مشتریان امکان می‌داد نمونه‌های EC2 خود را در شبکه‌های ایزوله خود اجرا کنند و از امکان مسیریابی و سابنت و مدیریت دسترسی بهره ببرند. |
| ۲۰۰۹ | اکتبر ۲۲                   | محصول (پایگاه داده)                | آمازون سرویس پایگاه داده رابطه‌ای (RDS) را راه‌اندازی کرد. خدمت وبی بر روی ابر برای راحت‌کردن راه‌اندازی و مدیریت و راحتی مقیاس‌پذیری پایگاه داده‌های رابطه‌ای بری استفاده در اپلیکیشن‌ها. آردی‌اس با پشتیبانی از پایگاه داده مای‌اس‌کیوال شروع به کار کرد. |
| ۲۰۰۹ | دسامبر ۳                   | گسترش تنوع منطقه ای                | آمازون دومین منطقه جغرافیایی‌اش با نام us-west-1 در شمال کالیفرنیا راه‌اندازی کرد. |
| ۲۰۰۹ | دسامبر ۱۳                  | محصول (رایانش)                     | آمازون EC2 Spot Instances را اعلام کرد که به کاربران اجازه می‌داد بر روی نمونه‌ها EC2 قیمتی که تمایل دارند را اعلام کنند و به شکل مناقصه‌ای از آن استفاده کنند. |
| ۲۰۱۰ | فوریه                      | رقیب                               | مایکروسافت مایکروسافت آژر را معرفی کرد. بستر رایانش ابری رقیب AWS. |
| ۲۰۱۰ | آپریل ۷                    | محصول (تحویل داده)                 | آمازون سرویس اعلان ساده (SNS) را راه‌اندازی کرد، ابزاری که به توسعه‌دهندگان اجازه می‌دهد پیام‌های تولید شده از یک برنامه را به سامانه‌ها و افراد دیگر (با روش‌هایی مانند ایمیل یا وبک‌هوک) ارسال کنند. |
| ۲۰۱۰ | آپریل ۲۹                   | گسترش تنوع منطقه ای                | آمازون منطقه جدید با نام ap-southeast-1 در سنگاپور راه‌اندازی کرد. این اولین منطقه آن در آسیا-اقیانوسیه است و برای پاسخگویی به تقاضاها برای تاخیر کمتر و پهنای باند بهتر برای مشتریان رو به رشد در منطقه آسیا-اقیانوسیه در نظر گرفته شده است. |
| ۲۰۱۰ | می ۱۵                      | محصول (مدیریت)                     | آمازون AWS کلافورمیشن (به انگلیسی: AWS CloudFormation) را راه‌اندازی کرد، ابزاری که برای کمک به مشتریان در تعریف مجموعه‌ای از منابع مختلف AWS که آن‌ها را پشته (به انگلیسی: stack) می‌نامد استفاده می‌شود و آمازون با استفاده از آن این منابع را به برنامه‌ها و استفاده‌های کاربر تخصیصی می‌دهد . کلافورمیشن از اولین نمونه‌های زیرساخت مبتنی بر کد است. |
| ۲۰۱۰ | سپتامبر ۲                  | مدیریت هویت و دسترسی (امنیت)       | آمازون سرویس مدیریت هویت و دسترسی (IAM) را به شکل بتا راه‌اندازی می‌کند. |
| ۲۰۱۰ | نوامبر                     | محصول                              | آمازون اعلام کرد که آمازون.کام خدمات وب خرده‌فروشی خود را به AWS منتقل کرده است. |
| ۲۰۱۰ | دسامبر ۵                   | محصول (تحویل داده)                 | آمازون سرویس Amazon Route 53 را راه‌اندازی کرد, یک سامانه نام دامنه که می‌تواند به شکل پویا توسط رابط‌های تحت وب با آن تعامل کرد. |
| ۲۰۱۱ | ژانویه ۱۹                  | محصول (مدیریت)                     | AWS launches AWS Elastic Beanstalk, an orchestration service for deploying infrastructure which orchestrates AWS services including EC2, S3, SNS, CloudWatch, autoscaling, and Elastic Load Balancers. |
| ۲۰۱۱ | ژانویه ۲۵                  | محصول (تحویل داده)                 | AWS announces the launch of Amazon Simple Email Service (SES), a service for large-scale email delivery. A week later, میل‌چیمپ announces its own Simple Transaction Service (STS) for bulk email delivery using SES. |
| ۲۰۱۱ | مارس ۲                     | گسترش تنوع منطقه ای                | AWS launches a new region, named ap-northeast-1 in توکیو، ژاپن its second in the Asia-Pacific region. The region is launched to meet the needs of AWS' current and potential Japanese customer base for low latency and better bandwidth. |
| ۲۰۱۱ | جون ۲۱                     | رقیب                               | دیجیتال‌اوشن launches. By نوامبر 2015, it becomes the second largest میزبانی company in the world in terms of web-facing computers. |
| ۲۰۱۱ | ژوئیه ۱۹                   | زیست‌بوم                            | Netflix announces its suite of tools ("Simian Army") including Chaos Monkey, that randomly terminates EC2 instances within an autoscaling group during working hours so that the company is forced to design its systems with fault tolerance and rapid recovery. |
| ۲۰۱۱ | نوامبر ۹                   | گسترش تنوع منطقه ای                | AWS launches a new region called us-west-2 and located in Oregon, its third region in the United States for general public use. |
| ۲۰۱۱ | سپتامبر ۱                  | زیست‌بوم                            | Cloudyn, which provides cloud monitoring and cost optimization for cloud infrastructure (like that of Amazon AWS), launches. |
| ۲۰۱۱ | دسامبر ۱۴                  | گسترش تنوع منطقه ای                | AWS launches a new region, called sa-east-1, in سائو پائولو، برزیل. This is its first region in South America. |
| ۲۰۱۲ | ژانویه ۱۸                  | محصول (پایگاه داده)                | Amazon launches داینامو دی‌بی، a fully managed proprietary نواس‌کیوال database service that is offered by آمازون.کام as part of the سرویس‌های وب آمازون portfolio. |
| ۲۰۱۲ | آپریل ۲۹                   | زیست‌بوم                            | AWS Marketplace is "an online store where customers can find, buy, and quickly deploy software that runs on AWS." |
| ۲۰۱۲ | جون ۱۱                     | محصول (امنیت)                      | Amazon launches AWS Identity and Access Management (IAM) for EC2. |
| ۲۰۱۲ | ژوئیه ۳۰                   | زیست‌بوم                            | Netflix open sources Chaos Monkey, its tool for simulating outages by randomly terminating EC2 instances, to help other companies build fault tolerant systems in the AWS cloud. |
| ۲۰۱۲ | ژوئیه ۳۰                   | محصول (ذخیره‌سازی)                  | Provisioned IOPS (PIOPs) are a new EBS volume type designed to deliver predictable, higher performance for I/O intensive workloads. |
| ۲۰۱۲ | اوت ۲۱                     | محصول (ذخیره‌سازی)                  | Amazon launches Amazon Glacier, an سرویس میزبانی فایل خدمت وب that provides storage for data archiving and backup. |
| ۲۰۱۲ | نوامبر                     | محصول (ذخیره‌سازی)                  | AWS announces Amazon Redshift, a cloud-based data warehouse service. |
| ۲۰۱۲ | نوامبر ۱۲                  | گسترش تنوع منطقه ای                | AWS launches a region, ap-southeast-2, in سیدنی، استرالیا. This is its third region in the Asia-Pacific and its eighth public region (excluding AWS GovCloud). |
| ۲۰۱۳ | مارس ۲۶                    | محصول                              | AWS CloudHSM راه‌اندازی شد. |
| ۲۰۱۳ | می ۱۳                      | شناخته‌شدن                          | AWS is awarded an Agency Authority to Operate (ATO) from the وزارت بهداشت و خدمات انسانی ایالات متحده آمریکا (HHS) under the Federal Risk and Authorization Management Program (FedRAMP). |
| ۲۰۱۳ | جون ۴                      | رقیب                               | آی‌بی‌ام acquires SoftLayer, which marks IBM's entry into رایانش ابری. |
| ۲۰۱۳ | اکتبر ۱۰                   | ارتباط با مشتری                    | AWS announces AWS Activate, a global program for startups. Participating startups receive promotional credits that can be spent within AWS, as well as training, support, and access to a forum. |
| ۲۰۱۳ | نوامبر ۴                   | محصول (رایانش)                     | Amazon announces G2 instances, a new Amazon Elastic Compute Cloud (EC2) instance type designed for applications that require 3D graphics capabilities. |
| ۲۰۱۳ | نوامبر ۱۳                  | محصول                              | AWS CloudTrail web service that records API calls made on your account and delivers log files to your Amazon S3 bucket |
| ۲۰۱۳ | دسامبر ۱۷                  | محصول (جریان داده)                 | Amazon releases Amazon Kinesis, a service for real-time processing of streaming data. |
| ۲۰۱۳ | دسامبر ۱۸                  | گسترش تنوع منطقه ای                | AWS launches in China, with a limited preview of its Beijing region. However, due to فیلترینگ اینترنت در چین، its China data center is not part of the global AWS network. Rather, it is a standalone region with the same APIs and services as available in other AWS regions, but a user must create a separate AWS account for AWS China and cannot use the AWS Global account. The service operator is Beijing Sinnet Technology Co. |
| ۲۰۱۴ | اوت                        | گواهی امنیتی                       | AWS first to achieve MTCS Level 3 Certification. |
| ۲۰۱۴ | اکتبر ۲۳                   | گسترش تنوع منطقه ای                | AWS launches its second region in Europe, specifically, eu-central-1 in Frankfurt, Germany. |
| ۲۰۱۴ | نوامبر ۱۲                  | محصول (پایگاه داده)                | AWS announces Amazon Aurora, a MySQL-compatible database offering enhanced high availability and performance. The feature becomes available to all AWS customers on ژوئیه 27, 2015. |
| ۲۰۱۴ | نوامبر ۱۲                  | محصول (امنیت)                      | AWS Key Management Service |
| ۲۰۱۴ | نوامبر ۱۳                  | محصول (رایانش)                     | AWS launches a preview of EC2 Container Service (ECS), facilitating the use of کانتینر infrastructure on AWS. Third-party integration such as those with Docker are available at the time of release. |
| ۲۰۱۴ | نوامبر ۱۳                  | محصول (رایانش)                     | AWS launches آمازون لامبدا، its Functions as a Service (FaaS) tool. With Lambda, AWS customers can define and upload functions with specific triggers and execution code. AWS takes care of executing the function on the trigger occurring, and the AWS customer does not have to provision or manage the compute resources. Lambda is an early harbinger of the concept of "serverless architecture", referring to the idea of providing services without having dedicated servers to provide those services.                                                                                                 |
| ۲۰۱۴ | دسامبر ۱۷                  | محصول                              | Introduction of Resource Groups and Tag Editor in AWS Management Console |
| ۲۰۱۵ | فوریه ۱۲                   | محصول                              | Introduction of permission and privileged policies managed by Amazon in AWS Identity & Access Management (IAM). |
| ۲۰۱۵ | آپریل ۹                    | محصول                              | AWS announces a new machine learning platform at the AWS Summit in San Francisco, specifically suited to machine learning without requiring specific expertise. |
| ۲۰۱۵ | آپریل ۲۸                   | کسب و ادغام                        | AWS acquires ClusterK, a startup that allows users to run apps on Amazon's cloud for 1/10th of the regular price. |
| ۲۰۱۵ | می ۱۹                      | ارزیابی                            | گارتنر releases an updated version of its Magic Quadrant, evaluating Infrastructure as a Service (IaaS) offerings. سرویس‌های وب آمازون and Microsoft Azure are the only two services in the top right quadrant ("Leaders") with AWS higher up. A number of services are in the bottom right and bottom left quadrants. |
| ۲۰۱۵ | ژوئیه ۹                    | محصول                              | AWS CodePipeline تحویل پیوسته service |
| ۲۰۱۵ | ژوئیه ۹                    | محصول                              | AWS launches AWS API Gateway Service. |
| ۲۰۱۵ | اکتبر ۱                    | محصول                              | AWS launches AWS الستیک‌سرچ Service. |
| ۲۰۱۵ | اکتبر ۷                    | محصول                              | AWS Inspector preview will be available soon. |
| ۲۰۱۵ | اکتبر ۷                    | هوش تجاری                          | Amazon QuickSight – Fast & Easy to Use Business Intelligence for Big Data at 1/10th the Cost of Traditional Solutions. |
| ۲۰۱۵ | اکتبر ۷                    | محصول (انتقال داده)                | AWS launches Snowball, a physical appliance with 50 TB of storage and a Kindle on the side. Customers can get a Snowball for 10 days for $200, during which they can fill it with data and then ship it back to Amazon. The Snowball costs $15 for every additional day kept. This is the second generation of their data import/export hardware after a previous release in 2009. |
| ۲۰۱۵ | اکتبر ۸                    | محصول (اینترنت چیزها)              | AWS announces its managed cloud platform for the اینترنت چیزها. The platform becomes generally available on دسامبر 18, 2015. |
| ۲۰۱۵ | دسامبر ۲۱                  | محصول                              | AWS announces an Amazon Elastic Container Registry (ECR), a fully managed داکر container registry. |
| ۲۰۱۶ | ژانویه ۶                   | گسترش تنوع منطقه ای                | AWS launches a new region, called ap-northeast-2, in Seoul, the capital city of South Korea. The region is the fourth in the Asia-Pacific. |
| ۲۰۱۶ | مارس                       | شراکت، رقیب                        | Dropbox announces that it now stores over 90% of its user data on its own infrastructure stack as it continues to transition from آمازون اس۳. |
| ۲۰۱۶ | می ۱۸                      | محصول (رایانش)                     | AWS announces Automatic Auto Scaling for Amazon EC2 Container Service (ECS) services. |
| ۲۰۱۶ | جون ۲۱                     | محصول (رایانش)                     | AWS announces AWS Certificate Manager (ACM) to provisioning and managing SSL/TLS certificates. |
| ۲۰۱۶ | جون ۲۷                     | گسترش تنوع منطقه ای                | AWS launches its first region in India, located in Mumbai, and called ap-south-1. |
| ۲۰۱۶ | جون ۲۸                     | محصول (ذخیره‌سازی)                  | AWS launches Elastic File System (EFS) in production in three AWS regions (us-east-1, us-west-2, and eu-west-1). EFS allows customers to create POSIX-compliant file systems that can be attached to multiple EC2 instances. The file system grows and shrinks as needed and performance scales with storage size. The service was originally announced on آپریل 9, 2015. |
| ۲۰۱۶ | ژوئیه ۱۴                   | کسب و ادغام                        | AWS acquires Cloud9, a San Francisco–based startup that has built an integrated development environment (IDE) for web and mobile developers to collaborate. |
| ۲۰۱۶ | اوت ۴                      | ارزیابی                            | Gartner publishes an update to its Magic Quadrant for Infrastructure as a Service (IaaS) offerings. The top right quadrant (for leaders) has only two players: سرویس‌های وب آمازون and Microsoft Azure, with AWS significantly higher. The only other player on the right half is Google Cloud Platform (a change from last year, when there were many others in the right half as well), and all other players are in the bottom left. |
| ۲۰۱۶ | اکتبر ۱۳                   | شراکت                              | VMWare, a company that provides cloud and virtualization services, announces a partnership with AWS, under which all of VMware's infrastructure will soon be available on AWS. |
| ۲۰۱۶ | اکتبر ۱۷                   | گسترش تنوع منطقه ای                | AWS launches its fourth public region in the United States, called us-east-2, in Ohio, with three availability zones. AWS also announces that it will treat this region and the North Virginia region as one region when considering transfer pricing (for instance, EC2 to EC2 transfer will be charged at the inter-availability zone price, and S3 to EC2 transfer will be free), allowing its customers to have more regional redundancy and to migrate data off of the North Virginia data center. |
| ۲۰۱۶ | نوامبر ۳۰                  | محصول (انتقال داده)                | AWS announces the AWS Snowmobile, a secure data truck that can store up to 100 PB of data and supports data transfer at a rate of 1 Tb/second across multiple 40 Gb/second connections (so the truck can be filled in 10 days). |
| ۲۰۱۶ | نوامبر ۳۰                  | محصول (اینترنت چیزها، انتقال داده) | AWS announces Snowball Edge, an augmentation of its previous device Snowball. Snowball Edge is a piece of hardware with 100 TB of storage and an attached Kindle, as well as the capability to run AWS Lambda functions with the compute capability of the m4.4xlarge EC2 instance. Customers can request a Snowball Edge at $300 for ten days with an additional charge of $30 per day; after shipping it back the data can be uploaded to S3 as with the original Snowball. |
| ۲۰۱۶ | نوامبر ۳۰                  | محصول                              | AWS announces Amazon Lightsail, intended to compete against existing virtual private server offerings such as those by Linode and DigitalOcean. Lightsail packages together a compute server, storage, and transfer into fixed-price plans, like VPS providers do. Lightsail is a little more expensive than but otherwise comparable to similarly priced plans offered at the time by Linode and DigitalOcean. Linode is cheaper in terms of RAM and both Linode and DigitalOcean are cheaper in terms of network overage costs, but Lightsail costs less if the server is being spun up for only a few hours. |
| ۲۰۱۶ | نوامبر ۳۰                  | محصول                              | Amazon Polly text-to-speech product |
| ۲۰۱۶ | نوامبر ۳۰                  | محصول (هوش مصنوعی)                 | Amazon Rekognition pre-trained computer vision API |
| ۲۰۱۶ | نوامبر ۳۰                  | محصول (هوش مصنوعی)                 | Amazon Lex chatbot builder |
| ۲۰۱۶ | دسامبر ۱                   | محصول                              | Amazon Pinpoint tool designed to let developers send targeted push notifications. |
| ۲۰۱۶ | دسامبر ۱                   | محصول                              | Amazon Step Functions tool design to coordinate the components of distributed applications and microservices using visual workflows. |
| ۲۰۱۶ | دسامبر ۸                   | گسترش تنوع منطقه ای                | AWS launches its first region in Canada, called ca-central-1 for Canada (Central). |
| ۲۰۱۶ | دسامبر ۱۳                  | گسترش تنوع منطقه ای                | AWS launches its London region (eu-west-2). This is its third region in Europe and first in the United Kingdom, the other two regions being in Frankfurt (Germany) and Ireland. Plans for the region had been announced in نوامبر 2015. |
| ۲۰۱۶ | دسامبر ۲۲                  | محصول (رایانش)                     | AWS EC2 Systems Manager management service to automate configuration and magament of EC2 and On-Premises Systems. |
| ۲۰۱۷ | فوریه ۲۳                   | محصول (رایانش)                     | AWS launches i3 instances, a new generation of instances with large SSDs intended to be used for high-throughput datastores. The instances are more than 50% cheaper than the corresponding previous generation i2 instances, and have larger memory. |
| ۲۰۱۷ | اوت ۱۴                     | محصول (پایگاه داده)                | Amazon Glue – a fully managed extract, transform, and load (ETL) service |
| ۲۰۱۷ | اوت ۳۰                     | محصول (پایگاه داده)                | Amazon Aurora with PostgreSQL Compatibility |
| ۲۰۱۷ | اکتبر ۲۴                   | محصول (پایگاه داده)                | Amazon Aurora Fast Database Cloning feature |
| ۲۰۱۷ | نوامبر ۸                   | محصول                              | Amazon MQ fully managed service for open source message brokers |
| ۲۰۱۷ | نوامبر ۹                   | محصول                              | AWS Privatelink |
| ۲۰۱۷ | نوامبر ۲۹                  | محصول                              | Amazon Systems Manager user interface to view operational data and automate operational task. |
| ۲۰۱۷ | نوامبر ۲۹                  | محصول                              | AWS Fargate service for deploying and managing containers without having to manage any of the underlying infrastructure |
| ۲۰۱۷ | نوامبر ۲۹                  | محصول (هوش مصنوعی)                 | Amazon SageMaker managed machine learning service |
| ۲۰۱۷ | نوامبر ۲۹                  | محصول (هوش مصنوعی)                 | Amazon Translate provides natural language translation. |
| ۲۰۱۷ | نوامبر ۲۹                  | محصول (هوش مصنوعی)                 | Amazon Transcribe is an automatic speech recognition software. |
| ۲۰۱۷ | دسامبر ۱۴                  | محصول                              | AWS CloudWatch agent for Linux and Windows which allows collection of disk and memory metrics as well as logs. |
| ۲۰۱۷ | دسامبر ۱۸                  | گسترش تنوع منطقه ای                | AWS launches its Paris region (eu-west-3). Paris joins Ireland, Frankfurt, and London as the fourth AWS Region in Europe. |
| ۲۰۱۷ | دسامبر ۱۸                  | محصول                              | AWS OpsWorks for Chef Automate and AWS OpsWorks for Puppet Enterprise become available in nine regions. |
| ۲۰۱۸ | آپریل ۴                    | محصول (امنیت)                      | AWS Secrets Manager which makes it easy to store and retrieve your secrets via API or the AWS Command Line Interface (CLI) and rotate your credentials with built-in or custom AWS Lambda functions |
| ۲۰۱۸ | جون ۵                      | محصول (رایانش)                     | AWS Elastic Kubernetes Service (EKS) available in the US East (N. Virginia) and US West (Oregon) Regions. |
| ۲۰۱۸ | سپتامبر ۱۱–۱۲              | کسب و ادغام                        | Amazon acquires the aws.com domain from Earth Networks, formerly known as Automated Weather Source. |
| ۲۰۱۸ | نوامبر                     | محصول                              | AWS Ground Station is released. |
| ۲۰۱۸ | نوامبر ۲۶                  | محصول                              | AWS Global Accelerator, a network service used to route data over Amazon's private network |
| ۲۰۱۸ | نوامبر ۲۶                  | محصول (CPU)                        | AWS Graviton CPU powered EC2 A1 instances are publicly available in 4 regions. |
| ۲۰۱۸ | نوامبر ۲۸                  | محصول (رایانش)                     | AWS launches hibernation for EC2 instances. |
| ۲۰۱۸ | نوامبر ۲۸                  | محصول (هوش مصنوعی)                 | Amazon Textract is a "service that automatically extracts text and data from scanned documents." |
| ۲۰۱۸ | نوامبر ۲۸                  | محصول                              | AWS Lake Formation simplifies the process of setting up and maintaining a data lake. |
| ۲۰۱۸ | نوامبر ۲۸                  | محصول (هوش مصنوعی)                 | Amazon Personalize enables developers to create their own recommendation engines. |
| ۲۰۱۸ | نوامبر ۲۸                  | محصول (هوش مصنوعی)                 | Amazon Forecast allows customers to use their historical data produce forecasts for topics such as inventory levels and product demand. |
| ۲۰۱۸ | نوامبر ۲۹                  | محصول (هوش مصنوعی)                 | Amazon DeepLens is a wireless video camera. DeepLens is designed such that customers can deploy their own deep learning models for computer vision onto the camera. |
| ۲۰۱۸ | نوامبر ۲۹                  | محصول (رایانش)                     | Amazon MSK: Amazon Managed Streaming for Kafka in Public Preview |
| ۲۰۱۸ | نوامبر ۲۹                  | محصول                              | AWS Well-Architected Tool: review workloads against the latest AWS architectural best practices, and get guidance on how to improve cloud architectures |
| ۲۰۱۹ | ژانویه ۱۶                  | محصول (رایانش)                     | Amazon Backup service for Amazon EBS volumes, RDS databases, DynamoDB tables, EFS file systems and AWS Storage Gateway volumes limited to a given AWS region. |
| ۲۰۱۹ | مارس                       | محصول                              | AWS App Mesh, a service mesh that provides application level networking |
| ۲۰۱۹ | ژوئیه ۲۹                   | گسترش تنوع منطقه ای                | Amazon launches me-south-1 in Bahrain. |
| ۲۰۱۹ | سپتامبر ۱۰                 | محصول                              | Amazon Quantum Ledger Database |
| ۲۰۱۹ | دسامبر ۳                   | محصول (CPU)                        | AWS Graviton2 CPU powered EC2 M6g, C6g, and R6g instances are launched. |
| ۲۰۱۹ | دسامبر ۳                   | محصول (رایانش)                     | AWS Outposts allows AWS services to run in non-AWS datacenters. |
| ۲۰۱۹ | دسامبر ۳                   | محصول                              | AWS Wavelength |
| ۲۰۲۰ | آپریل ۲۲                   | محصول                              | Amazon AppFlow, a fully managed integration service to securely transfer data between third-party SaaS offerings and AWS services. |
| ۲۰۲۰ | آپریل ۲۲                   | گسترش تنوع منطقه ای                | Amazon launches af-south-1 in Cape Town. |
| ۲۰۲۰ | آپریل ۲۷                   | گسترش تنوع منطقه ای                | Amazon launches eu-south-1 in Milan. |
| ۲۰۲۰ | می ۱۱                      | محصول                              | Amazon Kendra, an intelligent enterprise search service powered by machine learning |
| ۲۰۲۰ | جون ۲۴                     | محصول                              | Amazon Honeycode, a no-code platform for web and mobile application development |
| ۲۰۲۰ | ژوئیه ۹                    | محصول                              | AWS Copilot |
| ۲۰۲۰ | سپتامبر ۳۰                 | محصول (پایگاه داده)                | Amazon Timestream, a time series database |
| ۲۰۲۰ | دسامبر ۱                   | محصول                              | Amazon CodeGuru, a developer tool that uses machine learning-based recommendations to improve code quality |
| ۲۰۲۱ | مارس ۱                     | گسترش تنوع منطقه ای                | AWS expands Osaka Local Region (ap-northeast-3) to a standard AWS region with 3 Availability Zones |
| ۲۰۲۱ | می ۱۸                      | محصول                              | AWS App Runner, a fully managed container application service |
| ۲۰۲۱ | اوت ۱۹                     | محصول                              | Amazon MemoryDB, an in-memory database service with API compatible with that of Redis. |
| ۲۰۲۱ | نوامبر ۳۰                  | محصول (CPU)                        | AWS Graviton3 CPU powered EC2 C7g instances are launched in preview. |
| ۲۰۲۱ | دسامبر ۰۲                  | محصول                              | AWS re:Post is an AWS-managed Q&A service offering crowd-sourced, expert-reviewed answers to your technical questions about AWS that replaces the original AWS Forums. |
| ۲۰۲۱ | دسامبر ۶                   | گسترش تنوع منطقه ای                | Amazon launches AWS Top Secret-West. |
| ۲۰۲۲ | ژوئیه ۷                    | محصول (CPU)                        | Apple M1 System on Chip powered EC2 M1 Mac instances launched. |
| ۲۰۲۲ | نوامبر ۲۲                  | گسترش تنوع منطقه ای                | Amazon launches ap-south-2 in Hyderabad. |
| ۲۰۲۳ | ژانویه ۲۳                  | گسترش تنوع منطقه ای                | Amazon launches ap-southeast-4 in Melbourne. |
| ۲۰۲۳ | فوریه ۱۳                   | محصول                              | M7g and R7g instances powered by the latest generation AWS Graviton3 processors now available which are designed to deliver up to 25% better performance than the equivalent sixth-generation (M6g and R6g) instances. |
| ۲۰۲۳ | آپریل ۰۳                   | محصول                              | AWS Service Catalog support for Terraform open source. |
| ۲۰۲۳ | آپریل ۱۳                   | محصول (هوش مصنوعی)                 | Amazon CodeWhisperer, real-time AI coding companion. |
| ۲۰۲۳ | آپریل ۲۰                   | محصول                              | Amazon CodeCatalyst, unified software development service. |
| ۲۰۲۳ | می ۰۴                      | محصول (هوش مصنوعی)                 | ml.inf2 (Inferentia2) and ml.trn1 (Trainium) family of instances on Amazon SageMaker for deploying machine learning (ML) models for Real-time and Asynchronous inference. |
| ۲۰۲۳ | می ۳۰                      | محصول                              | Amazon Security Lake, centralized data lake for cloud and on-premises security data. |
| ۲۰۲۳ | اوت ۱                      | گسترش تنوع منطقه ای                | Amazon launches il-central-1 in Israel (Tel Aviv). |
| ۲۰۲۳ | سپتامبر ۲۸                 | محصول (هوش مصنوعی)                 | Amazon Bedrock, a fully managed service for AI foundation models. |
| ۲۰۲۳ | اکتبر ۱۰                   | Solution (هوش مصنوعی)              | Generative AI Application Builder on AWS facilitates the development, rapid experimentation, and deployment of generative artificial intelligence (هوش مصنوعی) applications without requiring deep experience in AI. |
| ۲۰۲۳ | نوامبر ۲۸                  | محصول (هوش مصنوعی)                 | Amazon Q, a new generative artificial intelligence- (هوش مصنوعی)-powered assistant designed for work that can be tailored to your business. |
| ۲۰۲۴ | مارس ۰۴                    | محصول (هوش مصنوعی)                 | Anthropic’s Claude 3 Sonnet foundation model is now available in Amazon Bedrock |
| ۲۰۲۴ | آپریل ۲۳                   | محصول (هوش مصنوعی)                 | Amazon Bedrock Model ارزیابی assists you in selecting the foundation model that gives you the best results for your particular use case. |
| ۲۰۲۴ | آپریل ۲۳                   | محصول (هوش مصنوعی)                 | Guardrails for Amazon Bedrock now available with new safety filters and privacy controls. |
| ۲۰۲۴ | آپریل ۲۳                   | محصول (هوش مصنوعی)                 | Custom Model Import for Bedrock |
| ۲۰۲۴ | آپریل ۳۰                   | محصول (هوش مصنوعی)                 | Amazon Q Business now GA and Amazon Q Apps in Preview |
| ۲۰۲۴ | می ۷                       | محصول (هوش مصنوعی)                 | Amazon Bedrock Studio, a web interface providing the easiest way for developers across an organization to collaborate and build generative AI applications |
| ۲۰۲۴ | می ۷                       | محصول (هوش مصنوعی)                 | Amazon Titan Text Premier is a high-performance and cost-effective large_language_model engineered for enterprise-grade text generation applications, including optimized performance for retrieval-augmented generation (RAG) and Agents |

## ‍‍مشارکت‌ها
| سال  | ماه و تاریخ (در صورت وجود) | نوع رویداد  | جزئیات |
| ---- | -------------------------- | ----------- | --- |
| ۲۰۰۷ | جون ۱                      | شراکت       | دراپ‌باکس بنیان نهاده شد. دراپ‌باکس که خدمتی برای ذخیره‌سازی فایل‌های مصرف‌کنندگان و شرکت‌ها است به یکی از بزرگترین کاربران سرویس S3 تبدیل شد.                                                           |
| ۲۰۰۸ | اوت                        | شراکت       | نتفلیکس اعلام کرد که تمام داده‌هایش را به سرویس‌های وب آمازون انتقال می‌دهد. هرچند در ژانویه ۲۰۱۶ در نهایت داده‌هایش را سرویس دیگری منتقل کرد.                                                         |
| ۲۰۰۹ | جون ۱۵                     | شراکت       | زینگا اعلام کرد که تمام داده‌هایش را به سرویس‌های وب آمازون منتقل می‌کند. |
| ۲۰۰۹ | نوامبر                     | شراکت       | ردیت اعلام کرد سرورهای فیزیکی‌اش را تعطیل می‌کند و به سرویس‌های وب آمازون انتقال می‌دهد. |
| ۲۰۱۰ | مارس                       | شراکت       | پینترست بر زیرساخت سرویس‌های وب آمازون بنیان نهاده شد. پینترست به یکی از مشهورترین مشتری‌های سرویس‌های وب آمازون و نمونه‌ای از اینکه چگونه با اتکا بر خدمات ابری می‌توان رشد بسیار سریعی داشت تبدیل شد. |
| ۲۰۱۱ | اوت ۱۶                     | شراکت       | آمازون سرویس AWS GovCloud را راه‌اندازی کرد. نمونه‌ای منطقه‌ای اختصاصی از خدمات ابری‌اش که طراحی شده تا مقررات دولت ایالات متحده را رعایت کند و توسط آژانس‌های دولتی ایالات متحده استفاده شود.          |
| ۲۰۱۴ | اوت ۲۵                     | شراکت       | آمازون به قیمت ۹۷۰ میلیون دلار آمریکا تویچ اینتراکتیو را تصاحب کرد. انتقال زیرساخت توییچ به سرویس‌های وب آمازون یکی از دلایل تمایل رفتن به زیر چتر آمازون عنوان شد.                                 |
| ۲۰۱۶ | فوریه                      | شراکت، رقیب | اسپاتیفای اعلام کرد که داده‌های خود رو به سکوی ابری گوگل منتقل می‌کند. |